# Stocznia Pomerania
Stocznia Pomerania – stocznia w Szczecinie, położona na wyspie Zaleskie Łęgi, na południowym brzegu kanału Parnica.

## Historia
Stocznia powstała na bazie Stoczni Remontowej Parnica, która w 1999 roku ogłosiła upadłość.
W 2008 roku majątek został kupiony przez Grupę Makrum, w ramach której przekształcono i rozszerzono działalność.
Obecnie na terenie zakładu świadczone są usługi stoczniowe, a także funkcjonuje park technologiczny i przemysłowy.